# Пусэп, Эндель Карлович
Э́ндель Ка́рлович Пу́сэп (эст. Endel Puusepp; 1 мая 1909, Енисейская губерния, Российская империя — 18 января 1996, Таллин, Эстония) — советский лётчик и государственный деятель, полковник, Герой Советского Союза.

## Биография

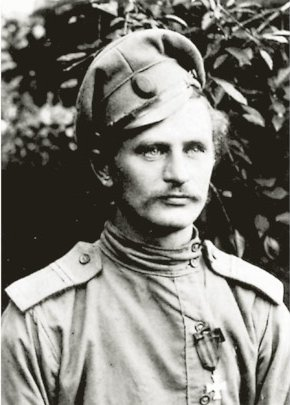
Отец Энделя Пусэпа — Карл, георгиевский кавалер.

Эстонец. Родился на хуторе Самовольный (Енисейская губерния, ныне Манского района Красноярского края) в семье эстонских крестьян-бедняков, переселившихся в Сибирь ещё до столыпинской реформы. С детства мечтал стать лётчиком; окончив школу-семилетку, как представитель бедняцкой семьи был отправлен в эстонско-финский педагогический техникум в Ленинграде. Проучившись там один год, перешёл в военно-теоретическую школу Военно-воздушных сил в Вольске и успешно окончил её в 1929 году.
До 1931 года совершенствовал навыки в Оренбургской военной авиационной школе лётчиков, затем работал там инструктором, был направлен в только что созданную эскадрилью по полётам «вслепую» (по приборам) и совершил первый «слепой» перелёт (из Ейска в Москву).
С 1938 года работал в Управлении полярной авиации Главсевморпути, участвовал в поисках пропавшего лётчика Леваневского, несколько раз приземлялся на дрейфующей станции «Северный полюс-1».
Узнав о начале войны, Пусэп потребовал перевода на передовую; откомандирован из Главсевморпути в 412-й (с августа 1941 года — 432-й, с 3 декабря 1941 года — 746-й) тяжёло-бомбардировочный авиационный полк 81-й бомбардировочной авиационной дивизии дальнего действия, самолёты которого базировались на аэродроме в районе города Коврова Владимирской области.

### Великая Отечественная война

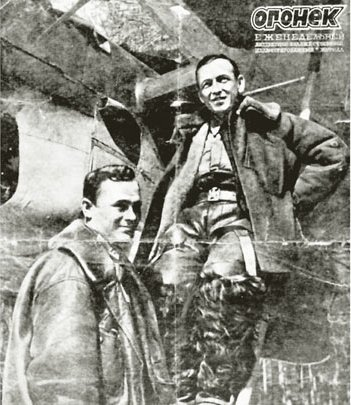
Пусэп (слева) на обложке «Огонька».

10 августа 1941 года Пусэп под командованием Михаила Водопьянова совершил первый боевой вылет, успешно подвергнув бомбардировке Берлин. При возвращении на базу самолёт Водопьянова, в котором Пусэп был вторым пилотом, повреждён вражескими зенитками: из пробитого бензобака потекло горючее. М. В. Водопьянов совершил вынужденную посадку в захваченной немцами Эстонии. Э. К. Пусэп впервые оказался на родине предков. Покинув повреждённый самолёт, экипаж встретил перепуганного мальчика-пастуха; благодаря Пусэпу, не забывшему эстонский язык, лётчики смогли узнать у него дорогу до линии фронта и вернулись к своим, избежав плена. К апрелю 1942 года Эндель Пусэп совершил 30 ночных боевых вылетов, нанеся бомбовые удары по Берлину, Данцигу и Кёнигсбергу.
В мае 1942 года ему выпало доставить советскую делегацию во главе с В. М. Молотовым для переговоров сначала в Великобританию, а затем в США (назначенный основным пилотом Сергей Асямов разбился в Англии 30 апреля 1942 года при выполнении местного перелёта). 19 мая 1942 года тяжёлый 4-моторный бомбардировщик Пе-8 (штурманы: капитаны А. П. Штепенко и С. М. Романов, второй пилот В. М. Обухов) взял курс на Великобританию и далее через Исландию и Канаду — в Вашингтон.
Экипаж Пусэпа лично принимали Уинстон Черчилль и Франклин Рузвельт. После успешного завершения переговоров и возвращения в СССР Пусэпу было присвоено 20 июня 1942 года звание Героя Советского Союза «за отвагу и геройство, проявленные при выполнении задания Правительства по осуществлению дальнего ответственного перелёта».
К. М. Симонов, Разные дни войны. Дневник писателя, т.2. 1942—1945 годы:
Неожиданное газетное задание свело меня с хорошими, интересными людьми — с Пусэпом и его штурманами Александром Павловичем Штепенко и Сергеем Михайловичем Романовым. Все трое имели за плечами по многу лет службы в авиации и по многу боевых вылетов — на Берлин, Кёнигсберг, Данциг и другие дальние цели.
Рассказывали они о полёте в Америку откровенно, не скрывая трудностей. Молотова хвалили за выдержку и спокойствие. О себе говорили мало, главным образом в тех случаях, когда без этого никак не обойдёшься, рассказывая об обстоятельствах полёта.
…Самым рискованным моментом оказался взлёт в Исландии. Аэродром ещё не был достроен до конца, кругом бетонной дорожки расстилалась топь и камни…
На секунду справа впереди себя увидел стоявшие в конце дорожки маленькие американские самолёты-«амфибии» и понял, что сейчас начну их рубить своим правым крайним винтом. Самолёт ещё не взлетел, а сбавлять газ поздно — не остановишь. Не сбавляя скорости, накренил самолёт на левое колесо, и «амфибии» промелькнули под приподнятым правым крылом, чуть-чуть не задели их!

Потом, на обратном пути, когда сели там, в Исландии, американские лётчики, наблюдавшие за нашим взлётом по пути в Америку, говорили: «Ну и взлётик был у вас, уже глаза закрыть хотелось, чтобы не видеть, что произойдёт». В общем, этот наш взлёт запал им в голову…»
После прославившего его имя трансатлантического перелёта Пусэп бомбил вражеские войска под Сталинградом, Курском, Орлом и Белгородом. Во время одного из вылетов был ранен шрапнелью в область позвоночника, перенёс 5 операций. По окончании войны вышел в отставку по состоянию здоровья в звании полковника (1946).

### После войны
В послевоенное время Пусэп жил в Таллине. Работал 1946—1950 начальником главного управления автотранспорта Совета министров Эстонской ССР, был 1950—1963 заместителем председателя Президиума Верховного Совета Эстонской ССР, 1951—1964 членом ЦК КП Эстонии, председателем республиканского комитета защиты мира и членом всесоюзного комитета мира, депутатом Верховного Совета ЭССР от 2-го до 5-го созыва и Верховного Совета СССР 4-го созыва, министром социального обеспечения республики (1964—1974).
Увлекался хождением под парусами.
Жена: Ефросинья Михайловна. Сын и невестка Людмила до распада СССР были учителями в г. Пайде Эстонской ССР. В 1990-е гг. Пусэп по закону о реституции был выселен из особняка, в котором проживал; квартиру в многоквартирном доме ему как Герою Советского Союза предоставил один из директоров предприятий упразднявшейся Эстонской ССР.
Скончался 18 января 1996 года. Похоронен на Лесном кладбище Таллина.

## Награды
Награждён:
- орденами Ленина и медалью «Золотая Звезда»[4],
- Красного Знамени (август 1941 г.)[5],
- Суворова 3-й степени (1944)[6],
- Александра Невского (1945)[7],
- Отечественной войны 1-й степени (декабрь 1942 г., 1985)[8][9],
- Трудового Красного Знамени (трижды),
- Дружбы народов,
- Красной Звезды (февраль 1940, 1944),[10][11]
- «Знак Почёта»,

медалями: в том числе
- «За оборону Сталинграда»[12],
- «За оборону Москвы»(1944),
- «За оборону Ленинграда»(1944),
- «За победу над Германией в Великой Отечественной войне»[13].

## Память
- 8 декабря 2007 года в Выставочной галерее Таллина состоялся торжественный вечер, посвящённый 65-летию начала переговоров об открытии Второго фронта и памяти Энделя Пусэпа. В торжественном вечере приняли участие ветераны Второй мировой войны, представители ветеранских организаций России, Европы, Канады и США, общественные деятели. В Выставочной галерее состоялась презентация переизданной на русском и эстонском языках книги Э. Пусэпа «Тревожное небо». Книга получила новую редакцию и обогатилась иллюстративным материалом[14].
- При поддержке Российского Центра Национальной Славы на кладбище Метсакальмисту был приведён в порядок разрушенный вандалами мемориал на месте захоронения Э. Пусэпа[15].

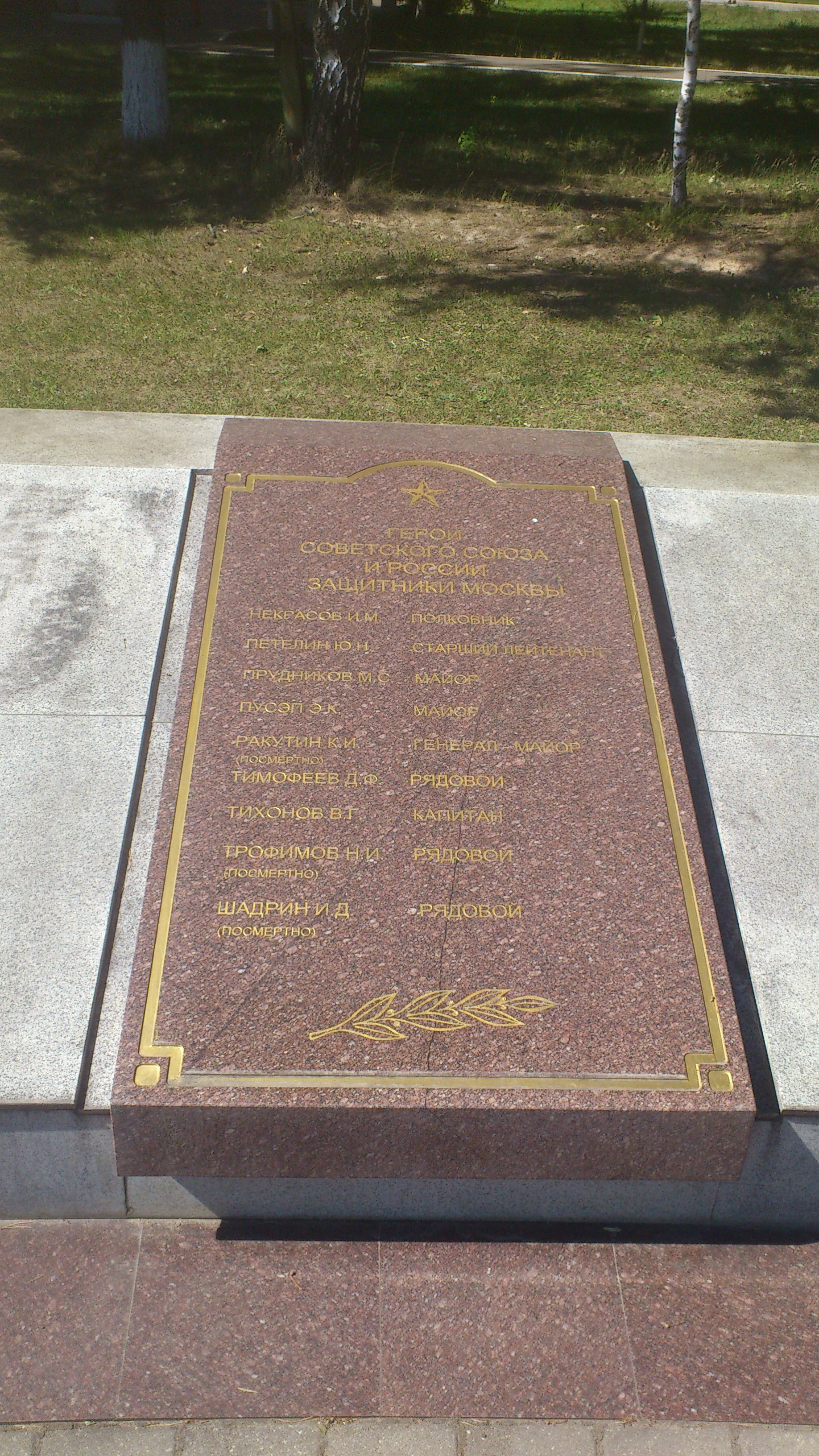
Имя Э. К. Пусэпа высечено на плите мемориального комплекса «Воинам-сибирякам».
Мемориальный комплекс «Воинам-сибирякам», Ленино-Снегирёвский военно-исторический музей
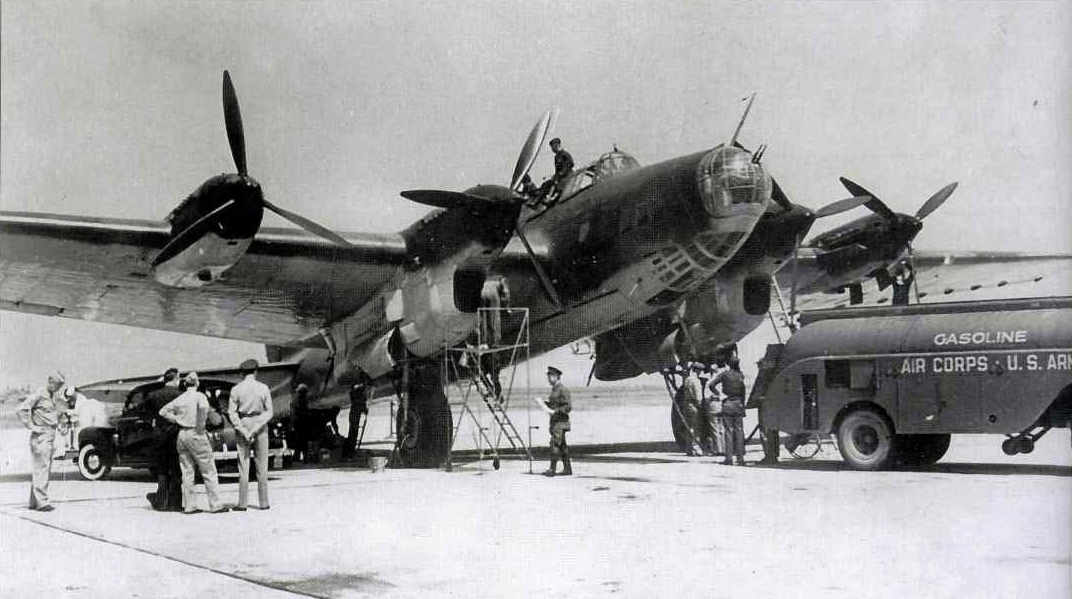
Пе-8, доставивший в Вашингтон советскую делегацию в 1942 г.

## Документальное кино
- «Летчик для Молотова. Один шанс из тысячи» — Россия, 2008.
- «Небо — далёкое, близкое» — Таллинфильм, 1976, Режиссёр Семён Школьников.

## Сочинения
- На дальних воздушных дорогах. — М.: Воениздат, 1975.
- Тревожное небо.] — Таллин: Ээсти Раамат, 1978.